# Adam Peaty
Adam Peaty, OBE (ur. 28 grudnia 1994 w Uttoxeter) – brytyjski pływak specjalizujący się w stylu klasycznym. Trzykrotny mistrz olimpijski, ośmiokrotny mistrz świata i mistrz Europy, trzykrotny wicemistrz świata na krótkim basenie. Wielokrotny rekordzista świata.
Magazyn Swimming World przyznał mu w 2015 i 2018 roku tytuł Najlepszego Pływaka na świecie. Został też wybrany Najlepszym Pływakiem w Europie w latach 2014-2018.
Jako pierwszy zawodnik w historii przepłynął 100 m stylem klasycznym na basenie 50 m poniżej 58, a następnie poniżej 57 sekund.

## Kariera pływacka

### 2014
Na arenie międzynarodowej wyróżnił się po raz pierwszy w 2014 r. podczas Igrzysk Wspólnoty Narodów w Glasgow. Reprezentując Anglię zdobył wtedy dwa złote medale na dystansie 100 m stylem klasycznym i w sztafecie 4 × 100 m stylem zmiennym oraz zajął drugie miejsce w konkurencji 50 m stylem klasycznym. Kilka tygodni później zdobył cztery złote medale na mistrzostwach Europy, dwa z nich w konkurencji indywidualnej (50 i 100 m stylem klasycznym) oraz dwa w sztafecie mężczyzn i mieszanej (4 × 100 m stylem zmiennym). W półfinale 50 m stylem klasycznym czasem 26,62 s pobił rekord świata.

### 2015
W kwietniu 2015 roku na mistrzostwach Wielkiej Brytanii pobił rekord świata na dystansie 100 m stylem klasycznym uzyskując czas 57,92, tym samym poprawił rekord o prawie pół sekundy. Kilka miesięcy później na mistrzostwach świata w Kazaniu zdobył trzy złote medale, jednocześnie pobił rekord świata na dystansie 50 m stylem klasycznym i w sztafecie mieszanej 4 × 100 m stylem zmiennym. Płynąc w półfinale ustanowił również nowy rekord mistrzostw na dystansie 100 m stylem klasycznym (58,18).
W grudniu 2015 r. zdobył dwa srebrne medale na mistrzostwach Europy na krótkim basenie w konkurencjach 50 i 100 m stylem klasycznym.

### Letnie Igrzyska Olimpijskie 2016
Na igrzyskach olimpijskich w Rio de Janeiro zdobył tytuł mistrza olimpijskiego na dystansie 100 m stylem klasycznym. Podczas eliminacji i finału tej konkurencji dwukrotnie poprawiał swój rekord świata, w eliminacjach uzyskał czas 57,55, a w finale 57,13. Płynął również na dystansie 4 × 100 m stylem zmiennym, gdzie brytyjska sztafeta wywalczyła srebrny medal.

### 2017
Podczas mistrzostw świata w Budapeszcie zdobył złote medale w konkurencjach 50 i 100 m stylem klasycznym. W pierwszej z nich dwukrotnie poprawiał rekord świata, w eliminacjach uzyskał czas 26,10, a w półfinale jako pierwszy pływak w historii przepłynął 50 m żabką poniżej 26 sekund (25,95). Na 100 m stylem klasycznym ustanowił w finale nowy rekord mistrzostw (57,47). Płynął także w sztafecie 4 × 100 m stylem zmiennym. Brytyjczycy wywalczyli w tej konkurencji srebrny medal i pobili rekord swojego kraju.4 × 100 m stylem zmiennym 
W grudniu na mistrzostwach Europy na krótkim basenie w Kopenhhadze wywalczył dwa medale. Peaty został mistrzem Europy na dystansie 100 m stylem klasycznym i ustanowił nowy rekord kontynentu (55,94). Jego wynik jest jednocześnie drugim rezultatem w historii i najlepszym w stroju tekstylnym. W konkurencji 50 m żabką był trzeci i czasem 25,70 poprawił rekord swojego kraju.

### 2018
W kwietniu podczas igrzysk Wspólnoty Narodów w Glasgow zdobył trzy medale. Zwyciężył na dystansie 100 m stylem klasycznym, uzyskawszy czas 58,84. Dzień wcześniej ustanowił w tej konkurencji nowy rekord igrzysk (58,59). W półfinale 50 m stylem klasycznym pobił rekord igrzysk (26,49), a w finale tej konkurencji był drugi (26,62), przegrywając o 0,04 s z Cameronem van der Burghiem. Peaty wywalczył również srebro w sztafecie 4 × 100 m stylem zmiennym.
Cztery miesiące później, na mistrzostwach Europy w Glasgow zdobył cztery złote medale na 50 i 100 m stylem klasycznym oraz w sztafetach 4 × 100 m stylem zmiennym (męskiej i mieszanej). W konkurencji 100 m stylem klasycznym Peaty poprawił własny rekord świata, uzyskawszy czas 57,10. Na dystansie dwukrotnie krótszym ustanowił nowy rekord mistrzostw (26,09). W sztafecie mieszanej 4 × 100 m stylem zmiennym wraz z Georgią Davies, Jamesem Guyem i Freyą Anderson ustanowił nowy rekord Europy (3:40,18 min).

### 2021
Podczas igrzysk olimpijskich w Tokio z czasem 57,37 zdobył złoty medal na dystansie 100 m stylem klasycznym. 

### 2024
Na igrzyskach olimpijskich w Paryżu zdobył srebro w konkurencji 100 m stylem klasycznym, uzyskując czas 59,05, ex aequo z Amerykaninem Nickiem Finkiem.

## Rekordy świata
| Konkurencja                                   | Rezultat | Miejsce        | Data             | Status                               |
| --------------------------------------------- | -------- | -------------- | ---------------- | ------------------------------------ |
| 50 m stylem klasycznym                        | 26,62    | Berlin         | 22 sierpnia 2014 | do 4 sierpnia 2015                   |
| 50 m stylem klasycznym                        | 26,42    | Kazań          | 4 sierpnia 2015  | do 25 lipca 2017                     |
| 50 m stylem klasycznym                        | 26,10    | Budapeszt      | 25 lipca 2017    | do 25 lipca 2017                     |
| 50 m stylem klasycznym                        | 25,95    | Budapeszt      | 25 lipca 2017    | aktualny                             |
| 100 m stylem klasycznym                       | 57,92    | Londyn         | 17 kwietnia 2015 | do 6 sierpnia 2016                   |
| 100 m stylem klasycznym                       | 57,55    | Rio de Janeiro | 6 sierpnia 2016  | do 7 sierpnia 2016                   |
| 100 m stylem klasycznym                       | 57,13    | Rio de Janeiro | 7 sierpnia 2016  | do 4 sierpnia 2018                   |
| 100 m stylem klasycznym                       | 57,10    | Glasgow        | 4 sierpnia 2018  | do 21 lipca 2019                     |
| 100 m stylem klasycznym                       | 56,88    | Gwangju        | 21 lipca 2019    | aktualny                             |
| 4 × 100 m stylem zmiennym (sztafeta mieszana) | 3:41,71  | Kazań          | 5 sierpnia 2015  | do 26 lipca 2017 · Stany Zjednoczone |

## Rekordy życiowe
Stan na dzień 28 lipca 2024
| Basen 50 m              | Basen 50 m | Basen 50 m       | Basen 50 m |
| Konkurencja             | Czas       | Data             | Miejsce    |
| ----------------------- | ---------- | ---------------- | ---------- |
| 50 m stylem klasycznym  | 25,95      | 25 lipca 2017    | Budapeszt  |
| 100 m stylem klasycznym | 56,88      | 21 lipca 2019    | Gwangju    |
| 200 m stylem klasycznym | 2:08,34    | 14 kwietnia 2015 | Londyn     |

| Basen 25 m              | Basen 25 m | Basen 25 m        | Basen 25 m |
| Konkurencja             | Czas       | Data              | Miejsce    |
| ----------------------- | ---------- | ----------------- | ---------- |
| 50 m stylem klasycznym  | 25,41      | 22 listopada 2020 | Budapeszt  |
| 100 m stylem klasycznym | 55,41      | 22 listopada 2020 | Budapeszt  |
| 200 m stylem klasycznym | 2:02,89    | 21 listopada 2020 | Budapeszt  |

## Odznaczenia
- 2017 – Kawaler Orderu Imperium Brytyjskiego[25]
- 2022 – Oficer Orderu Imperium Brytyjskiego[26]